# Perleťovec severní
Perleťovec severní (Boloria aquilonaris) je denní motýl vyskytující se při rašeliništích v severní a střední Evropě. Rozpětí křídel je 34–40 mm. Motýl létá od června do srpna v závislosti na poloze[zdroj?]

## Popis

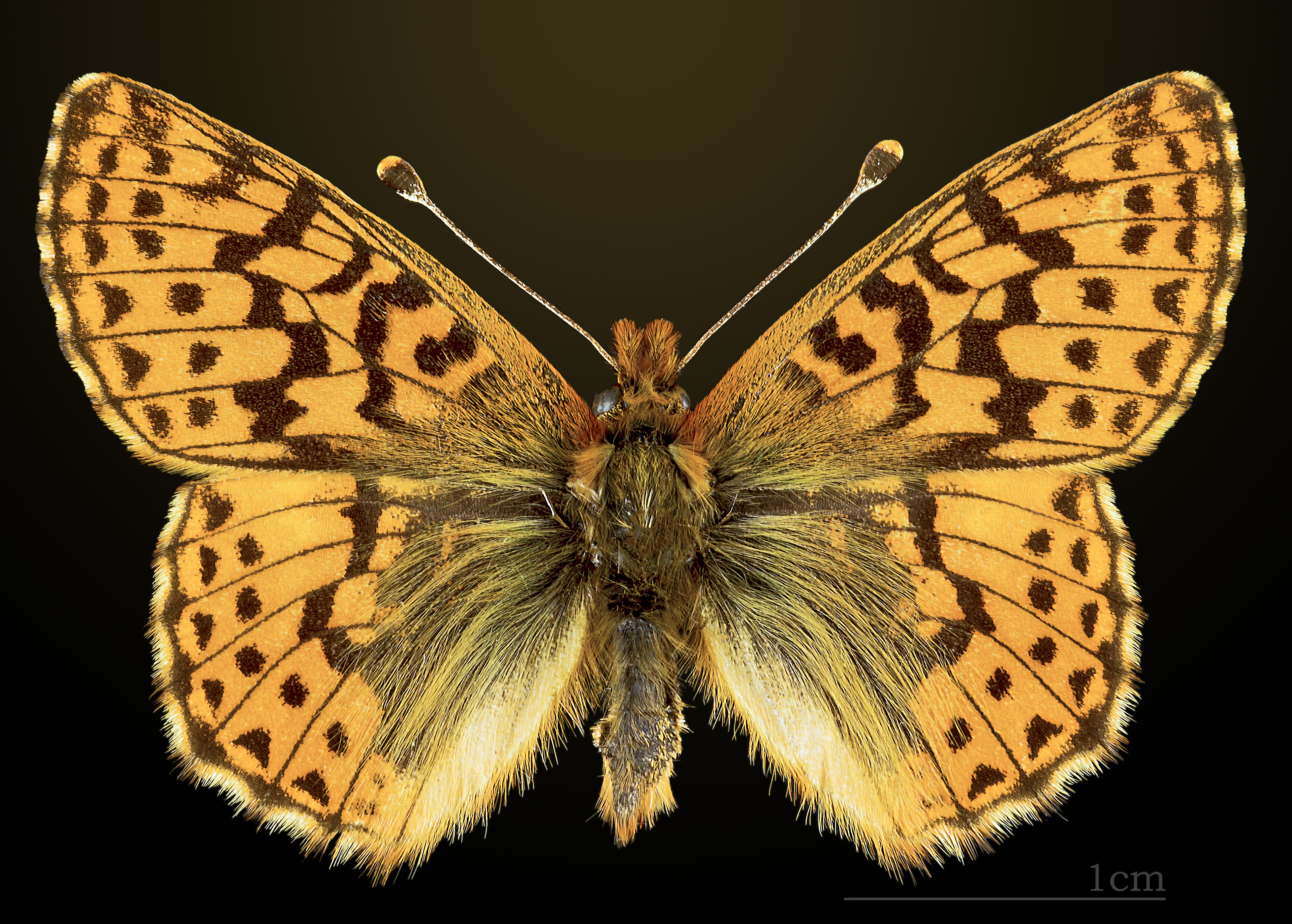
Perleťovec severní
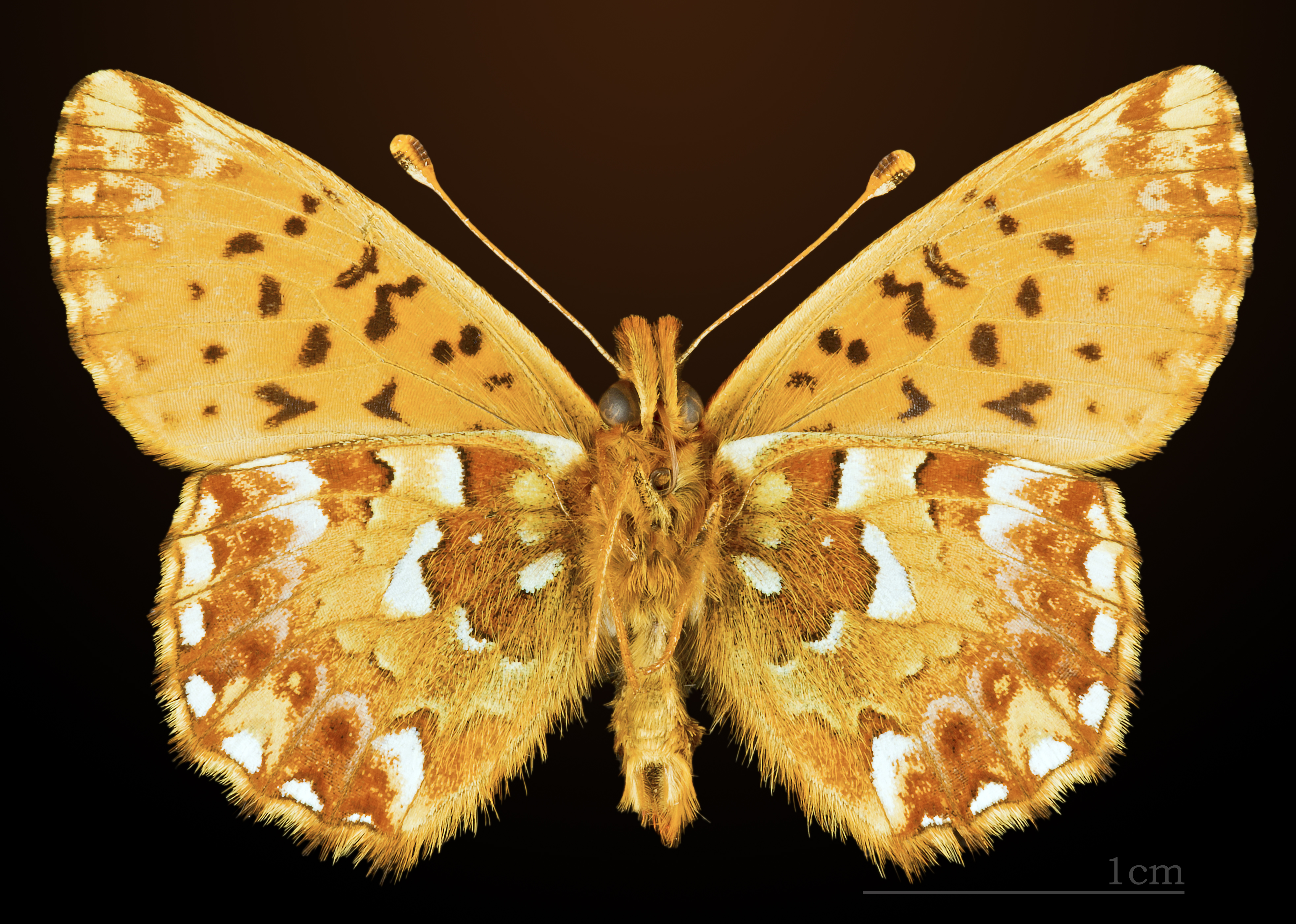
△ Perleťovec severní
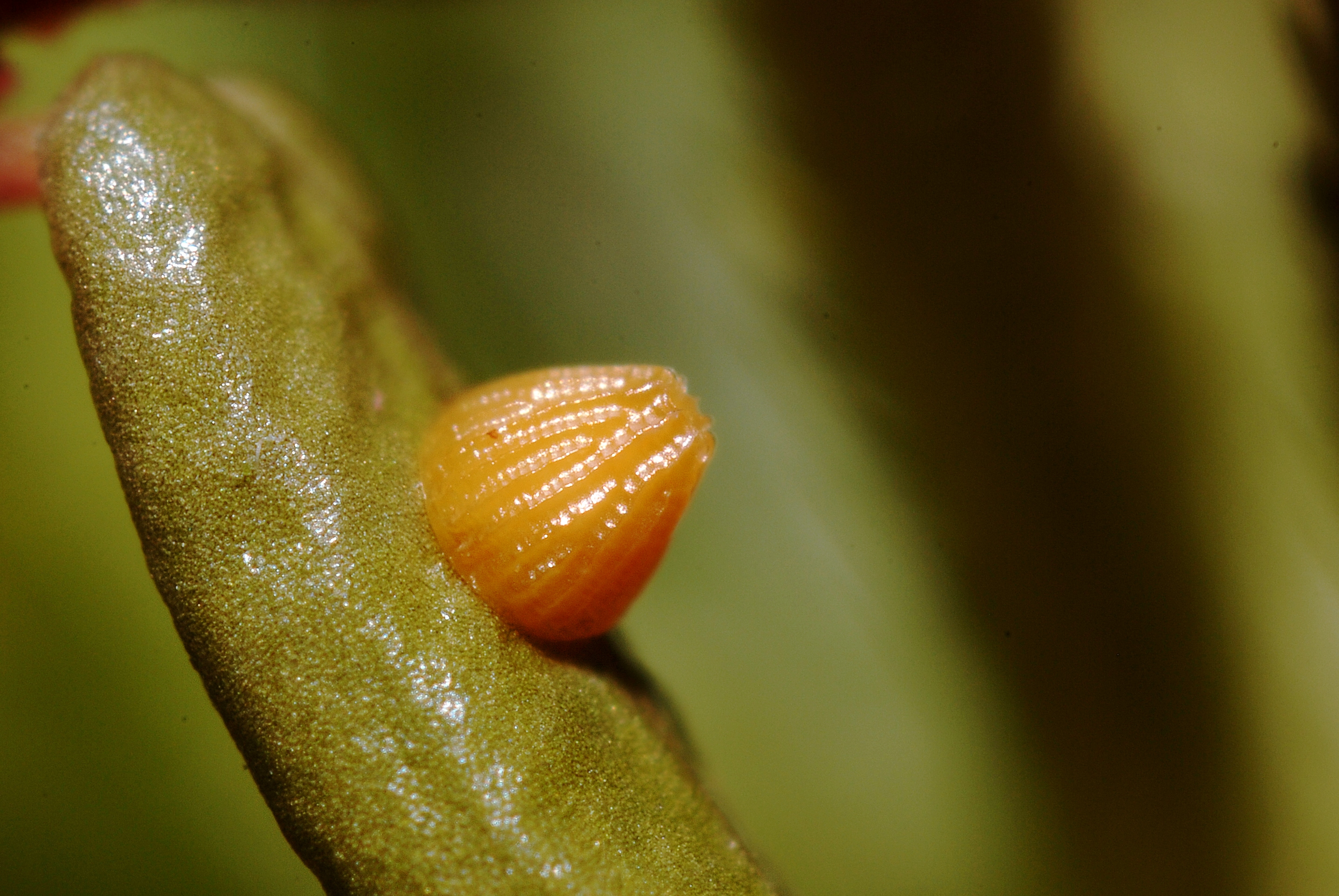
Vajíčko
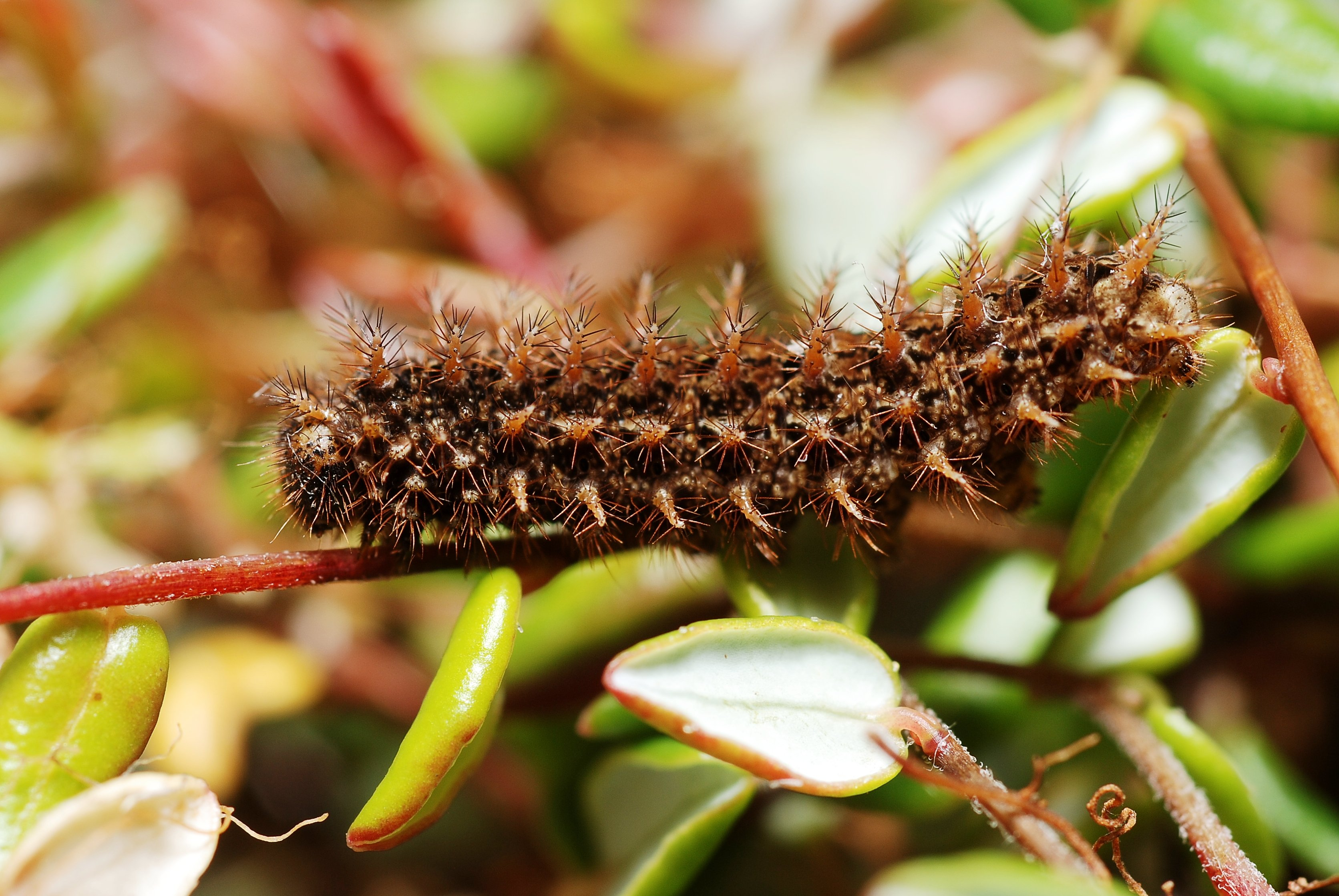
Larva v červenci

## Rozšíření
Tento motýl je rozšířený v celé Skandinávii severovýchodní Evropě přes Ural, Sibiř až po Altaj. Výškové rozpětí výskytu od 350 m n. m. – po 1200 m n. m. V současnosti se druh nachází pouze v západních a jižních Čechách: Třeboňsko, Šumava, Krušné hory, Český a Slavkovský les a Chebsko. 

## Způsob života
Vyskytuje se pouze na rašeliništích a v jejich nejbližším okolí při porostech klikvy.